# Need for Speed (videojuego de 2015)
Need for Speed es el vigésimo segundo videojuego de la saga Need for Speed, desarrollado por Ghost Games y publicado por Electronic Arts. Fue lanzado en PlayStation 4 y Xbox One a principios de noviembre de 2015, y posteriormente en Microsoft Windows el 17 de marzo de 2016.
El juego es un reboot de la saga Need for Speed, que trata de volver al clásico estilo de la era Underground (Underground, Underground 2, Most Wanted, Carbon, ProStreet y Undercover) lanzados entre 2003 y 2008, con características como el tuning, las persecuciones policiales y un modo historia con trama.

## Descripción y localización
Need for Speed cuenta con una interesante e innovadora jugabilidad que propone cinco formas diferentes de jugar: Velocidad, Estilo, Diseño, Banda y Forajido. Cada una está relacionada con un icono de la conducción del mundo real, cinco héroes de la cultura automovilística que inspirarán al jugador a progresar, mejorar su reputación y convertirse en un icono definitivo de las carreras urbanas.
El juego se desarrolla en la enorme ciudad ficticia de EE. UU., Ventura Bay (que abarca una ciudad, un puerto, y varios cañones) y está conformado por cinco historias únicas entrelazadas entre sí, cargadas de acción y basadas en la jugabilidad, asegurarán variedad y que las preferencias personales se vean satisfechas. El jugador es protagonista en eventos de carreras a la máxima velocidad y adrenalina (Velocidad); podrá conducir con estilo y demostrando maniobras personales (Estilo); tiene la posibilidad de modificar y personalizar cada aspecto del vehículo hasta alcanzar la perfección (Diseño); compite en carreras grupales con el apoyo de sus amigos (Banda); y correrá en las clásicas persecuciones policiales (Forajido).
Se cuenta con una personalización de profundidad, la cultura del automóvil urbano auténtico, un mundo abierto nocturno, y una trama envolvente.
Requiere conexión a internet permanente incluso en modo de un jugador.

## Personalización

### Funcionamiento
Los coches pueden ser alterados con piezas de rendimiento a través de una selección de opciones sin precedentes para las configuraciones de tuneo en motor, escape, inducción forzada, suspensión, transmisión, neumáticos y nitro.

### Tuneado
Cada vehículo se puede alterar aún más a través del tuneo para crear capacidades de rendimiento únicas y parámetros a medida afinar.
· Manejo de Estilo - Elige un sesgo hacia el agarre o el del estilo Drift del manejo.
· Freno Drift - Alternar si es posible para iniciar un Drift mientras el frenado.
· Presión de los neumáticos delanteros - Elija un sesgo hacia más o menos presión.
· Presión de los neumáticos traseros - Elija un sesgo hacia más o menos presión.
· Comportamiento - Elija un sesgo hacia una respuesta de la dirección suelta o apretada.
· Diferencial - Elige un sesgo hacia un diferencial bloqueado o abierto.
· Carga aerodinámica - Elige un sesgo hacia una mayor o menor carga aerodinámica.

### Visual
Los coches pueden ser modificables visualmente con partes del mercado de accesorios de la marca.
· Kits de Carrocería.
· Pintura.
· Fibra de Carbono.
· Escape de Sonido.
· Faros.
· Placas de Licencia.
· Luces traseras.
· Altura de la Carrocería.
· Llantas (Delantes y traseras)
· Ventilación.
· Espejos laterales.
· Faldones laterales.
· Faldones delanteros.
· Alerones.
· Sistema de sonido.

## Características
La mirada, el tono y el mundo real nivel de detalle de este título está siendo moldeada por la propia comunidad la cultura del automóvil de EA - Speedhunters. La colaboración es en lo que respecta a la investigación, la autenticidad y el desarrollo de la cultura del automóvil urbano del título con el pasado, el presente y las tendencias emergentes.
Otras fuentes clave para la cultura del automóvil urbano del título incluyen Alexi Smith de Noriyaro, Lucas Huxham de Maiham Media, Justin Fox del Zen Garaje, Antonio Alvendia de Motor Mavens, y Brandon Leung de cuencos Ángeles.

## Historia
Need for Speed permite al jugador construir su coche deseado a través profunda personalización visual y el rendimiento. Los cinco métodos diferentes de progresión permitirán cada jugador crear su propio camino único, que puede superponerse a través de múltiples historias, ya que se convierten en el icono de la final. Las historias del videojuego están inspiradas en los iconos estrellas del mundo real automovilístico y en cómo se expresan en las calles a diario:
Icono de Velocidad: Magnus Walker colecciona y restaura clásicos Porsche 911; es conocido por conducir a alta velocidad y te llevará a mejorar tu reputación a través de una conducción llena de adrenalina.
Icono de Estilo: Ken Block se destaca por su estilo agresivo al conducir, como lo exhibe en su serie de Youtube GYMKHANA. Gana este reconocimiento dominando el arte de la precisión al derrapar por las esquinas de las calles.
Icono de Diseño: Nakai-san es el fundador de RAUH-Welt BEGRIFF (RWB), una compañía de tuning y personalización reconocida mundialmente. Esmérate en crear tu coche personalizado a la perfección para lograr impresionarlo.
Icono de Banda: Risky Devil son un célebre equipo urbano de drift. Estos chicos son los reyes dominando la conducción a proximidad. Conduce en grupo manteniendo el control a centímetros de distancia del caos.
Icono de Forajido: Morohoshi-san es un tipo al que no le importa lo que digan de él; hace lo que quiere. Es habitual verle por las calles de Tokio (y ahora en Ventura Bay) al volante de su Lamborghini Diablo altamente personalizado. Arriésgalo todo al llamar su atención mientras juegas con la policía y escapas de ella.

## Personajes
- Spike: Es un corredor callejero, miembro del Icono de Velocidad de Magnus Walker.
- Emanuel (Manu): Es un corredor callejero, miembro del Icono de Estilo de Ken Block.
- Amy: Es una corredora callejera, miembro del Icono de Diseño de Nakai-san.
- Robyn: Es una corredora callejera, miembro del Icono de Banda: del grupo de Risky Devil.
- Melissa: Es una corredora callejera, del videojuego Need for Speed: Underground.
- Eddie: Es un corredor callejero, del videojuego Need for Speed: Underground.

## Coches
- Acura RSX-R
- BMW M2 Coupé
- BMW M3 GTR E46 (Ryan Cooper)
- BMW M3 E92
- BMW M3 E46 (2006)
- BMW M3 Evolution II E30
- BMW M4
- Chevrolet Corvette C6 Z06
- Chevrolet Camaro Z28 (2015)
- Dodge Challenger SRT8 (2009)
- Dodge SRT Viper GTS (2013)
- Ferrari F40 (1987)
- Ferrari 458 Italia (2009)
- Ford (1932)
- Ford Mustang (1965)
- Ford Mustang Fox Body
- Ford Mustang Boss 302 (1969)
- Ford Mustang GT (2015)
- Ford Focus RS
- Honda Civic Type R (2000)
- Honda S2000
- Honda NSX Type R
- Lamborghini Diablo SuperVeloce (1999)
- Lamborghini Murciélago LP 670-4 SuperVeloce (2009)
- Lamborghini Aventador LP 700-4 (2011)
- Lamborghini Huracán LP 610-4 (2014)
- Lotus Exige S
- Mazda MX-5 (2015)
- Mazda MX-5 (1996)
- Mazda RX-7 Spirit
- Mclaren 570S (2015)
- Mercedes-Benz SLS AMG GT
- Mitsubishi Lancer Evolution IX MR-edition (2006)
- Nissan Fairlady 240ZG
- Nissan 180SX Type X
- Nissan Silvia Spec-R (2002)
- Nissan Skyline GT-R KPGC10
- Nissan Skyline GT-R V-Spec (1993)
- Nissan Skyline GT-R V-Spec (1999)
- Nissan GT-R Premium (2015)
- Nissan GT-R Premium (2017)
- Porsche 911 Carrera S (993)
- Porsche 911 Carrera S (991)
- Porsche 911 Carrera RSR 2.8 (1973)
- Porsche 911 GT3 RS (2015)
- Porsche Cayman GT4 (2015)
- Subaru Impreza WRX STi Hatchback(2010)
- Subaru BRZ Premium (2014)
- Scion FR-S (2014)
- Toyota Sprinter GT Apex
- Toyota GT86 (2014)
- Toyota Supra SZ-R (1997)
- Volkswagen Golf GTI MK1 (1976)
- Volvo 242 (1976)